# Sindangbarang (Jalaksana)
Sindangbarang is een bestuurslaag in het regentschap Kuningan van de provincie West-Java, Indonesië. Sindangbarang telt 3290 inwoners (volkstelling 2010).